# Ena Kadić
Ena Kadić (ur. 6 października 1989, zm. 19 października 2015) – bośniacko-austriacka modelka, Miss Austrii (2013).

## Życiorys
Urodziła się w mieście Bihać w ówczesnej Socjalistycznej Republice Bośni i Hercegowiny wchodzącej w skład Socjalistycznej Federacyjnej Republiki Jugosławii. Do Austrii wyjechała w celu kształcenia, była absolwentką tamtejszej Höhere Bundeslehranstalt für wirtschaftliche Berufe. W 2013 roku została Miss Austrii i w związku z tym  reprezentowała swój kraj podczas międzynarodowego konkursu piękności Miss World 2013 rozgrywanego na wyspie Bali w Indonezji. Zmarła 19 października 2015 roku w klinice w Innsbrucku, w wyniku urazów odniesionych 16 października po upadku ze znacznej wysokości podczas joggingu w  pobliżu miasta Bergisel.